# Wiep van Bunge
Wiep van Bunge (L'Aia, 22 maggio 1960) è uno storico della filosofia olandese.
È autore di pubblicazioni sull'Illuminismo olandese, su Spinoza e sull'influsso dello spinozismo nel pensiero moderno.

## Biografia
Di nobile famiglia olandese, dopo essersi laureato in filosofia all'Università di Utrecht, conseguì il dottorato presso l'Università Erasmus di Rotterdam con una tesi su Johannes Bredenburg.
Dal 2004 al 2012 van Bunge è stato Preside della Facoltà di Filosofia dell'Università Erasmus, dove ha insegnato dal 2000
Nel 2014 fu nominato membro dell'Accademia reale delle arti e delle scienze dei Paesi Bassi  e, in seguito, della Koninklijke Hollandsche Maatschappij der Wetenschappen (Società Reale Olandese delle Scienze e delle Discipline Umanistiche).
Direttore di un progetto di ricerca sul primo Illuminismo olandese preso il Consiglio delle Ricerche dei Paesi Bassi, è stato redattore della rivista Geschiedenis van de wijsbegeerte in Nederlands.

## Opere
- Johannes Bredenburg (1643-1691). Een Rotterdamse collegiant in de ban van Spinoza. Rotterdam, 1990
- Spinoza en zijn critici over de autonomie van het attribuut. Delft, 1995.
- Baruch of Benedictus? Spinoza en de 'Marranen'. Delft, 2001 (lettura inaugurale il 2 marzo 2001).
- From Stevin to Spinoza. An essay on philosophy in the seventeenth-century Dutch Republic. Leida, 2001.
- Filosoof van vrede. De Haagse Spinoza. Den Haag, 2008.
- De Nederlandse Republiek, Spinoza en de radicale verlichting. Antwerp, 2010.
- Spinoza past and present. Essays on Spinoza, Spinozism, and Spinoza scholarship. Leida, 2012.